# 武豊町立武豊中学校
武豊町立武豊中学校（たけとよちょうりつたけとよちゅうがっこう）。略称は「武中（たけちゅう）」。
校区は、武豊小学校区（馬場・下門・市場・小迎・上ヶ・玉貫地区）、衣浦小学校区の一部（玉貫地区）、緑丘小学校区（北山・中山・緑・玉貫地区）。
2010年度に新校舎が完成した。

## 教育目標
健康な心身と豊かな知性を求め、広い視野に立って、進んで社会につくすことができるはつらつとした若人の育成を期し人間尊重の精神を根幹とした教育の実践をめざす。

## 服装
男子
冬季：標準型学生服、標準型ズボン、黒で飾りのないベルト
夏季：白・無地の半袖カッターシャツ、開襟シャツ。ズボンは冬季に同じ。
女子
冬季：濃紺セーラー服、胸あてつき、襟白2本ライン、白三角ネクタイ。膝が隠れる長さのひだスカート
夏季：半袖白セーラー服、胸あてつき、濃紺襟白ライン、濃紺三角ネクタイ。その他冬季に同じ。
ジャージは、令和5年度より男女共通の紺色ベースのものに新調される。

## アクセス
- 名鉄河和線「知多武豊駅」より徒歩約7分。